# متيم ليليان
مُتَيَّم ليليان أو ببغاء الحب لِليليان (الاسم العلمي: Agapornis lilianae)، هو نوع من الطيور يتبع جنس المتيم ضمن فصيلة ببغاوات العالم القديم من رتبة الببغاوات. يبلغ طوله نحو 13 سم. يتغذى على حبوب النباتات والأعشاب والفواكه.